# Salacca flabellata
Salacca flabellata là loài thực vật có hoa thuộc họ Arecaceae. Loài này được Furtado miêu tả khoa học đầu tiên năm 1949.